# La Folle Enquête
Pour plus de détails, voir Fiche technique et Distribution.
La Folle Enquête (On Our Merry Way) est un film américain en noir et blanc réalisé par Leslie Fenton et King Vidor, sorti en 1948.

## Synopsis
Oliver Pease, qui a menti à sa femme sur ce qu'il fait exactement au journal pour lequel il travaille, est envoyé sonder le public avec la question : « Quelle influence a eu un petit enfant sur votre vie ? ». Il va recueillir trois témoignages (correspondant à trois épisodes de vingt minutes dans le film) : celui de deux musiciens en galère (James Stewart et Henry Fonda), un vieux pasteur (Charles Laughton) et un tricheur professionnel (Fred MacMurray).

## Fiche technique
- Titre original : On Our Merry Way
- Titre français : La Folle Enquête
- Réalisation : Leslie Fenton, King Vidor, John Huston (non crédité) et George Stevens (non crédité)
- Scénario et adaptation : Laurence Stallings d'après un sujet de Arch Oboler, John O'Hara et Lou Breslow
- Direction artistique : Ernst Fegté et Duncan Cramer (en)
- Costumes : Jerry Bos et Greta
- Décors : Eugene Redd, Robert Priestley
- Photographie : John F. Seitz
  - Gordon Avil : épisode Fred MacMurray
  - Joseph F. Biroc : épisode James Stewart-Henry Fonda
  - Ernest Laszlo : épisode Dorothy Lamour-Victor Moore
- Son : William Lynch
- Montage : James Smith
- Musique : Heinz Roemheld
- Chorégraphie : Nick Castle
- Production : Benedict Bogeaus et Burgess Meredith
- Production associée : Arthur M. Landau
- Société de production : Miracle Productions
- Société de distribution : United Artists
- Pays de production : États-Unis
- Langue originale : anglais
- Format : noir et blanc – 35 mm – 1,37:1 – mono (Western Electric Recording)
- Genre : comédie, musique
- Durée : 107 minutes
- Dates de sortie : 
  - États-Unis : juin 1948
  - France : 1er mars 1950

## Distribution
- Paulette Goddard : Martha Pease
- Burgess Meredith : Oliver Pease
- James Stewart : Slim, le musicien
- Henry Fonda : Lank Skolsky, musicien
- Dorothy Lamour : Gloria Manners
- Fred MacMurray : Al
- Charles Laughton : le pasteur
- Victor Moore : Ashton Carrington
- William Demarest : Floyd
- Hugh Herbert : Eli Hobbs
- Charles D. Brown : M. Sadd
- Henry Hull : l'homme mourant
- Eduardo Ciannelli : M. Maxim
- Betty Caldwell : Cynthia
- John Qualen : M. Atwood
- Dorothy Ford : Lola Maxim, la trompettiste en bikini
- Carl 'Alfalfa' Switzer : Leopold 'Zoot' Wirtz

Acteurs non crédités
- Tom Fadden : le shérif-adjoint
- Anne O'Neal : Mme Thorndike
- Lucien Prival : Jackson

## Autour du film
A Miracle Can Happen est le titre sous lequel le film est sorti les premiers jours de son exploitation, mais il a été changé peu après à cause de sa connotation religieuse qui ne correspondait pas au sujet léger du film. En conséquence de quoi l'épisode avec le pasteur (incarné par Charles Laughton) est remplacé par un épisode avec Dorothy Lamour dans lequel elle parodie les rôles exotiques qu'elle a joués sur le grand écran. Cependant des copies de la première version du film avaient déjà été envoyés à l’étranger où seule la première version a été distribuée.